# Conti e duchi d'Angiò
Il titolo di Conte d'Angiò venne dato per la prima volta nel IX secolo da Carlo il Calvo a Roberto il Forte (gli Annales Bertiniani ricordano che nell'865 Luigi il Balbo aveva ottenuto di poter governare tutta la Neustria e citano Roberto come conte del marchesato d'Angiò, che presumibilmente comprendeva anche Orléans, probabilmente dall'861-2).
La casata d'Angiò vede la luce con Ingelger, un nobile franco che, secondo la Historia Comitum Andegavorum, Chroniques d'Anjou, ottenne da Luigi II il Balbo la metà della contea d'Angiò, e che insieme ai figli, fu visconte d'Angers finché suo figlio Folco I d'Angiò non assunse il titolo di Conte d'Angiò, come risulta da due donazioni fatte da Folco, tra il 929 e il 930, in cui si cita come conte di Angiò: il primo documento è il n° XXXIII del Cartulaire noir de la cathédrale d'Anger, e il secondo documento è il n° CLXXVII del Cartulaire de l'abbaye de Saint-Aubin d'Angers, Tome I (in quel periodo il titolo di conte gli fu definitivamente e ufficialmente riconosciuto dal suo signore, il duca dei Franchi e conte di Parigi, Ugo il Grande, che gli attribuì tale titolo in uno dei suoi documenti).
La contea in breve tempo si rese indipendente sia dal duca dei Franchi, sia dai re dei Franchi. Prima i Carolingi e successivamente i Capetingi, impegnati nelle guerre contro i Vichinghi, furono incapaci di imporsi ai Conti d'Angiò. La contea si mantenne indipendente fino a che, circa 270 anni dopo, non salì al trono Filippo II di Francia.
Il ramo maschile dei discendenti maschi di Ingelger (prima casa d'Angiò) si esaurì con la morte di Goffredo II d'Angiò nel 1060, senza eredi. Secondo la Chronica de Gesta Consulum Andegavorum, Chroniques d'Anjou Goffredo II Martello, nel 1060, essendo ammalato, abbandonò i suoi titoli lasciandoli ai nipoti, il conte di Gâtinais, Goffredo III il Barbuto e suo fratello, Folco IV "il Rissoso"). La contea passò a un ramo femminile (seconda casa d'Angiò). Infatti i due successori di Goffredo II erano figli di una delle sue sorelle: Ermengarda d'Angiò (1018-1076) che aveva sposato Godfrey II († 1043/5), conte di Gâtinais. La loro discendenza dopo Goffredo V d'Angiò viene ricordata col nome di Plantageneti, i quali divennero Sovrani d'Inghilterra e continuarono ad annoverare la contea d'Angiò fra i loro domini fino a che, nel XIII secolo, il regno di Francia non la riportò sotto il proprio controllo.
Dopo il 1360 il titolo divenne di Duca d'Angiò e venne tradizionalmente conferito ai membri delle case regnanti di Valois e di Borbone.

## Conti d'Angiò
I Robertingi 
| Immagine | Nome                    | Padre                  | Nascita           | Madre              | Matrimonio                  | Morte         |
| -------- | ----------------------- | ---------------------- | ----------------- | ------------------ | --------------------------- | ------------- |
|          | Roberto il Forte        | Roberto III di Hesbaye | forse 820         | Waldrad            | Adelaide d'Alsazia          | 866           |
|          | Oddone, conte di Parigi | Roberto il Forte       | fra l'860 e l'865 | Adelaide d'Alsazia | con Teoderada di Troyes 881 | 3 gennaio 898 |

 Gli Ingelgeridi 
 Prima casa comitale d'Angiò 
| Immagine | Nome                | Padre              | Nascita         | Madre                 | Matrimonio                                                        | Morte            |
| -------- | ------------------- | ------------------ | --------------- | --------------------- | ----------------------------------------------------------------- | ---------------- |
|          | Ingelger            | Tertulle           | 845             | Petronilla            | Adelais                                                           | 888              |
|          | Folco I d'Angiò     | Ingelger           | circa 870       | Adelais               | con Rosalie di Loches                                             | 942              |
|          | Folco II d'Angiò    | Folco I d'Angiò    | 905 circa       | Rosalie di Loches     | Gerberge                                                          | 960              |
|          | Goffredo I d'Angiò  | Ingelger           | circa 940       | Gerberge              | Adele di Meaux e Adelasia di Chalon nel 979                       | 21 luglio 987    |
|          | Folco III d'Angiò   | Goffredo I d'Angiò | 970             | Adele di Meaux        | Elisabeth di Vendôme ed Hildegarde di Sundgau                     | 21 giugno 1040   |
|          | Goffredo II d'Angiò | Folco III d'Angiò  | 14 ottobre 1006 | Hildegarde di Sundgau | Agnese di Borgogna, Grécie di Langeais, Adéle di Blois e Adelaide | 14 novembre 1060 |

 Seconda casa comitale d'Angiò o Plantageneti 
| Immagine | Nome                    | Padre                         | Nascita               | Madre                 | Matrimonio | Morte            |
| -------- | ----------------------- | ----------------------------- | --------------------- | --------------------- | --- | ---------------- |
|          | Goffredo III d'Angiò    | Godfrey II, conte di Gâtinais | 1040                  | Ermengarda d'Angiò    | Julienne de Langeais                                                                                               | 1096             |
|          | Folco IV d'Angiò        | Godfrey II, conte di Gâtinais | 1043                  | Ermengarda d'Angiò    | Hildegarde de Beaugency, Ermengarde di Borbone, Orengarde de Châtellailon, Mantie de Brienne, Bertrada di Montfort | 14 aprile 1109   |
|          | Goffredo IV Martello    | Folco IV d'Angiò              | fra il 1070 e il 1075 | Ermengarde di Borbone | scapolo | 16 maggio 1106   |
|          | Folco V d'Angiò         | Folco IV d'Angiò              | fra il 1089 e il 1092 | Bertrada di Montfort  | Eremburga del Maine (1110 e Melisenda di Gerusalemme (2 giugno 1129)                                               | 13 novembre 1143 |
|          | Goffredo V d'Angiò      | Folco V d'Angiò               | 24 agosto 1113        | Eremburga del Maine   | Matilde d'Inghilterra 17 giugno 1128                                                                               | 7 settembre 1151 |
|          | Enrico II d'Inghilterra | Goffredo V d'Angiò            | 5 marzo 1133          | Matilde d'Inghilterra | Eleonora d'Aquitania                                                                                               | 6 luglio 1189    |
|          | Riccardo Cuor di Leone  | Enrico II d'Inghilterra       | 8 settembre 1157      | Eleonora d'Aquitania  | Berengaria di Navarra 12 maggio 1191                                                                               | 6 aprile 1199    |
|          | Arturo I di Bretagna    | Goffredo II di Bretagna       | 29 marzo 1187         | Costanza di Bretagna  | scapolo | aprile 1203      |

Nel 1204 l'Angiò andò nelle mani di Filippo II di Francia e successivamente andò in appannaggio a Jean, figlio di Luigi VIII di Francia che morì ragazzo nel 1232 senza lasciare eredi.
 I Capetingi d'Angiò o Angioini 
| Immagine | Nome                                   | Padre                 | Nascita       | Madre                | Matrimonio                                                             | Morte            |
| -------- | -------------------------------------- | --------------------- | ------------- | -------------------- | ---------------------------------------------------------------------- | ---------------- |
|          | Jean di Francia                        | Luigi VIII di Francia | 1219          | Bianca di Castiglia  | scapolo                                                                | 1232             |
|          | Carlo I d'Angiò                        | Luigi VIII di Francia | 21 marzo 1226 | Bianca di Castiglia  | Beatrice di Provenza (31 gennaio 1246) e Margherita di Borgogna (1268) | 7 gennaio 1285   |
|          | Carlo II di Napoli                     | Carlo I d'Angiò       | 1254          | Beatrice di Provenza | Mària d'Ungheria                                                       | 5 maggio 1309    |
|          | Margherita d'Angiò, contessa di Valois | Carlo II di Napoli    | 1273          | Mària d'Ungheria     | Carlo di Valois (16 agosto 1290)                                       | 31 dicembre 1299 |

Nel 1290 Margherita d'Angiò sposa Carlo di Valois, figlio di Filippo III di Francia che diventa conte d'Angiò per matrimonio.
 Gli Angioini (Valois) 
| Immagine | Nome                   | Padre                  | Nascita        | Madre                                  | Matrimonio                                                                                        | Morte             |
| -------- | ---------------------- | ---------------------- | -------------- | -------------------------------------- | ------------------------------------------------------------------------------------------------- | ----------------- |
|          | Carlo di Valois        | Filippo III di Francia | 12 marzo 1270  | Isabella d'Aragona                     | Margherita d'Angiò, contessa di Valois, Caterina I di Courtenay (1302, Mahaut di Châtillon (1308) | 16 dicembre 1325  |
|          | Filippo VI di Francia  | Carlo di Valois        | 1293           | Margherita d'Angiò, contessa di Valois | Jeanne di Borgogna (luglio 1313) e Blanca di Navarra (11 gennaio 1350)                            | 22 agosto 1350    |
|          | Giovanni II di Francia | Filippo VI di Francia  | 16 aprile 1319 | Jeanne di Borgogna                     | Bona di Lussemburgo (28 luglio 1332) e Giovanna I d'Alvernia (19 febbraio 1350)                   | 8 aprile 1364     |
|          | Luigi I d'Angiò        | Giovanni II di Francia | 23 luglio 1339 | Bona di Lussemburgo                    | Marie di Blois                                                                                    | 20 settembre 1384 |

## Duchi d'Angiò
La casa di Valois o Angioini (Valois) 
Nel 1360 i conti d'Angiò divengono duchi.
| Immagine | Nome              | Padre                  | Nascita           | Madre                 | Matrimonio                                                      | Morte             |
| -------- | ----------------- | ---------------------- | ----------------- | --------------------- | --------------------------------------------------------------- | ----------------- |
|          | Luigi I d'Angiò   | Giovanni II di Francia | 23 luglio 1339    | Bona di Lussemburgo   | Marie di Blois                                                  | 20 settembre 1384 |
|          | Luigi II d'Angiò  | Luigi I d'Angiò        | 5 ottobre 1377    | Marie di Blois        | Iolanda di Aragona (2 dicembre 1400)                            | 29 aprile 1417    |
|          | Luigi III d'Angiò | Luigi II d'Angiò       | 25 settembre 1403 | Iolanda di Aragona    | Margherita di Savoia (1432)                                     | 12 novembre 1434  |
|          | Renato d'Angiò    | Luigi II d'Angiò       | 16 gennaio 1409   | Iolanda di Aragona    | Isabella di Lorena (1420) e Jeanne de Laval (10 settembre 1454) | 10 luglio 1480    |
|          | Carlo V d'Angiò   | Carlo IV d'Angiò       | 1446              | Isabella di Saint-Pol | Jeanne di Lorena (1474)                                         | 1481              |

Alla morte di Carlo V il ducato ritorna al re di Francia.
Similmente a quanto accade in Inghilterra con il titolo di Duca di York, il detentore del ducato d'Angiò non può trasmettere il titolo (con eccezione della prima creazione), quindi o essi muoiono senza eredi o succedono al trono.
Il titolo di duca fu in mano a Philippe, uno dei nipoti di Luigi XIV di Francia finché non ascese al trono come Filippo V di Spagna. Da allora qualche legittimista spagnolo che rivendica il trono di Francia ha portato il titolo fino ai giorni nostri così come hanno fatto alcuni pretendenti aderenti all'Orleanismo.
 Casa di Trastámara 
Durante la Guerra d'Italia del 1499-1504, Federico d'Aragona, re di Napoli, ormai esule in Francia, il 1º agosto 1501, accettò la proposta di Luigi XII di Francia di essere investito del ducato di Angiò in cambio del regno di Napoli.
| Immagine | Nome               | Padre                  | Nascita         | Madre                   | Matrimonio                                                                 | Morte           |
| -------- | ------------------ | ---------------------- | --------------- | ----------------------- | -------------------------------------------------------------------------- | --------------- |
|          | Federico d'Aragona | Ferdinando I di Napoli | 16 ottobre 1451 | Isabella di Chiaromonte | Anna di Savoia (11 settembre 1478) e Isabella del Balzo (28 novembre 1487) | 9 novembre 1504 |

 Casa Savoia, seconda creazione del 1515 
| Immagine | Nome            | Padre                | Nascita           | Madre                 | Matrimonio                                   | Morte             |
| -------- | --------------- | -------------------- | ----------------- | --------------------- | -------------------------------------------- | ----------------- |
|          | Luisa di Savoia | Filippo II di Savoia | 11 settembre 1476 | Marguerite di Borbone | Carlo di Valois-Angoulême (16 febbraio 1488) | 22 settembre 1531 |

 I Valois, terza creazione del 1566 
| Immagine | Nome                  | Padre                | Nascita           | Madre               | Matrimonio                                   | Morte         |
| -------- | --------------------- | -------------------- | ----------------- | ------------------- | -------------------------------------------- | ------------- |
|          | Enrico III di Francia | Enrico II di Francia | 19 settembre 1551 | Caterina de' Medici | Luisa di Lorena-Vaudémont (13 febbraio 1575) | 2 agosto 1589 |

 I Valois, quarta creazione del 1576 
| Immagine | Nome                       | Padre                | Nascita       | Madre               | Matrimonio | Morte          |
| -------- | -------------------------- | -------------------- | ------------- | ------------------- | ---------- | -------------- |
|          | Francesco Ercole di Valois | Enrico II di Francia | 18 marzo 1555 | Caterina de' Medici | scapolo    | 19 giugno 1584 |

 I Borbone, quinta creazione del 1608 
| Immagine | Nome             | Padre                | Nascita        | Madre            | Matrimonio                                                                           | Morte           |
| -------- | ---------------- | -------------------- | -------------- | ---------------- | ------------------------------------------------------------------------------------ | --------------- |
|          | Gaston d'Orleans | Enrico IV di Francia | 25 aprile 1608 | Maria de' Medici | Maria di Borbone-Montpensier(6 agosto 1626) e Margherita di Lorena (31 gennaio 1632) | 2 febbraio 1660 |

 I Borbone-Orléans, sesta creazione del 1640 
| Immagine | Nome                               | Padre                 | Nascita           | Madre          | Matrimonio                                                                                      | Morte         |
| -------- | ---------------------------------- | --------------------- | ----------------- | -------------- | ----------------------------------------------------------------------------------------------- | ------------- |
|          | Filippo di Francia, duca d'Orléans | Luigi XIII di Francia | 21 settembre 1640 | Anne d'Asburgo | Enrichetta d'Inghilterra(31 marzo 1661) e Elisabetta Carlotta del Palatinato (16 novembre 1671) | 9 giugno 1701 |

 I Borbone, settima creazione del 1668 
| Immagine | Nome                             | Padre                | Nascita       | Madre                  | Matrimonio | Morte          |
| -------- | -------------------------------- | -------------------- | ------------- | ---------------------- | ---------- | -------------- |
|          | Filippo Carlo di Borbone-Francia | Luigi XIV di Francia | 5 agosto 1668 | Maria Teresa d'Asburgo | scapolo    | 10 luglio 1671 |

 I Borbone, ottava creazione del 1672 
| Immagine | Nome                               | Padre                | Nascita        | Madre                  | Matrimonio | Morte           |
| -------- | ---------------------------------- | -------------------- | -------------- | ---------------------- | ---------- | --------------- |
|          | Luigi Francesco di Borbone-Francia | Luigi XIV di Francia | 14 giugno 1672 | Maria Teresa d'Asburgo | scapolo    | 4 novembre 1672 |

 I Borbone, nona creazione del 1683 
| Immagine | Nome                | Padre                  | Nascita          | Madre                          | Matrimonio                                                                      | Morte         |
| -------- | ------------------- | ---------------------- | ---------------- | ------------------------------ | ------------------------------------------------------------------------------- | ------------- |
|          | Filippo V di Spagna | Luigi, il Gran Delfino | 19 dicembre 1683 | Maria Anna Vittoria di Baviera | Maria Luisa di Savoia, (2 novembre 1701 e Elisabetta Farnese (24 dicembre 1714) | 9 luglio 1746 |

 I Borbone, decima creazione del 1710 
| Immagine | Nome                | Padre            | Nascita          | Madre                    | Matrimonio                           | Morte          |
| -------- | ------------------- | ---------------- | ---------------- | ------------------------ | ------------------------------------ | -------------- |
|          | Luigi XV di Francia | Louis di Borbone | 15 febbraio 1710 | Maria Adelaide di Savoia | Maria Leszczyńska (4 settembre 1725) | 10 maggio 1774 |

 I Borbone, undicesima creazione del 1730 
| Immagine | Nome            | Padre               | Nascita        | Madre             | Matrimonio | Morte         |
| -------- | --------------- | ------------------- | -------------- | ----------------- | ---------- | ------------- |
|          | Filippo d'Angiò | Luigi XV di Francia | 30 agosto 1730 | Maria Leszczyńska | scapolo    | 7 aprile 1733 |

 I Borbone, dodicesima creazione del 1755 
| Immagine | Nome                   | Padre                               | Nascita          | Madre                     | Matrimonio                 | Morte             |
| -------- | ---------------------- | ----------------------------------- | ---------------- | ------------------------- | -------------------------- | ----------------- |
|          | Luigi XVIII di Francia | Luigi Ferdinando di Borbone-Francia | 17 novembre 1755 | Maria Josepha di Sassonia | Maria Giuseppina di Savoia | 16 settembre 1824 |

## I duchi d'Angiò, senza una creazione legale
Dal 1883 a oggi 
Dopo la morte di Enrico di Borbone-Francia il 24 agosto 1883 a rappresentare la linea maschile del ducato rimasero solo i discendenti di Filippo V di Spagna. I più anziani di questi, i Carlisti pretendenti al trono di Spagna, divennero anche i più anziani rappresentanti dei capetingi. Alcuni di loro hanno usato il titolo di duca d'Angiò quale titolo di cortesia.
| Immagine | Nome                            | Padre                            | Nascita           | Madre                         | Matrimonio                                   | Morte             |
| -------- | ------------------------------- | -------------------------------- | ----------------- | ----------------------------- | -------------------------------------------- | ----------------- |
|          | Giacomo Pio di Borbone-Spagna   | Carlo Maria di Borbone-Spagna    | 27 giugno 1870    | Margherita di Borbone-Parma   | scapolo                                      | 2 ottobre 1931    |
|          | Alfonso Carlo di Borbone-Spagna | Giovanni Carlo di Borbone-Spagna | 12 settembre 1849 | Maria Beatrice d'Asburgo-Este | Maria das Neves di Braganza (26 aprile 1871) | 29 settembre 1936 |

Con la morte di Alfonso l'anzianità di discendenza capetingia passò all'esiliato Alfonso XIII di Spagna. Nel 1941 ad Alfonso succedette il figlio Giacomo Enrico di Borbone-Spagna e, secondo i legittimisti francesi egli era, de jure, il loro re in quanto discendente da Luigi XIV. Giacomo adottò quindi il titolo di Duca d'Angiò
| Immagine | Nome                               | Padre                            | Nascita        | Madre                                     | Matrimonio                                                                   | Morte           |
| -------- | ---------------------------------- | -------------------------------- | -------------- | ----------------------------------------- | ---------------------------------------------------------------------------- | --------------- |
|          | Giacomo Enrico di Borbone-Spagna   | Alfonso XIII di Spagna           | 23 giugno 1908 | Vittoria Eugenia di Battenberg            | Emmanuelle de Dampierre (4 marzo 1935) e Charlotte Tiedemann (3 agosto 1949) | 20 marzo 1975   |
|          | Alfonso di Borbone Dampierre       | Giacomo Enrico di Borbone-Spagna | 20 aprile 1936 | Emmanuelle de Dampierre                   | María del Carmen Martínez-Bordiú y Franco (8 marzo 1972)                     | 30 gennaio 1989 |
|          | Luigi Alfonso di Borbone-Dampierre | Alfonso di Borbone Dampierre     | 25 aprile 1974 | María del Carmen Martínez-Bordiú y Franco | Maria Margarita di Borbone (6 novembre 2004)                                 | vivente         |